# Tor polylepis
Tor polylepis är en fiskart som beskrevs av Zhou och Cui, 1996. Tor polylepis ingår i släktet Tor och familjen karpfiskar. Inga underarter finns listade i Catalogue of Life.